# Lista de aeronaves das Forças Armadas do Brasil

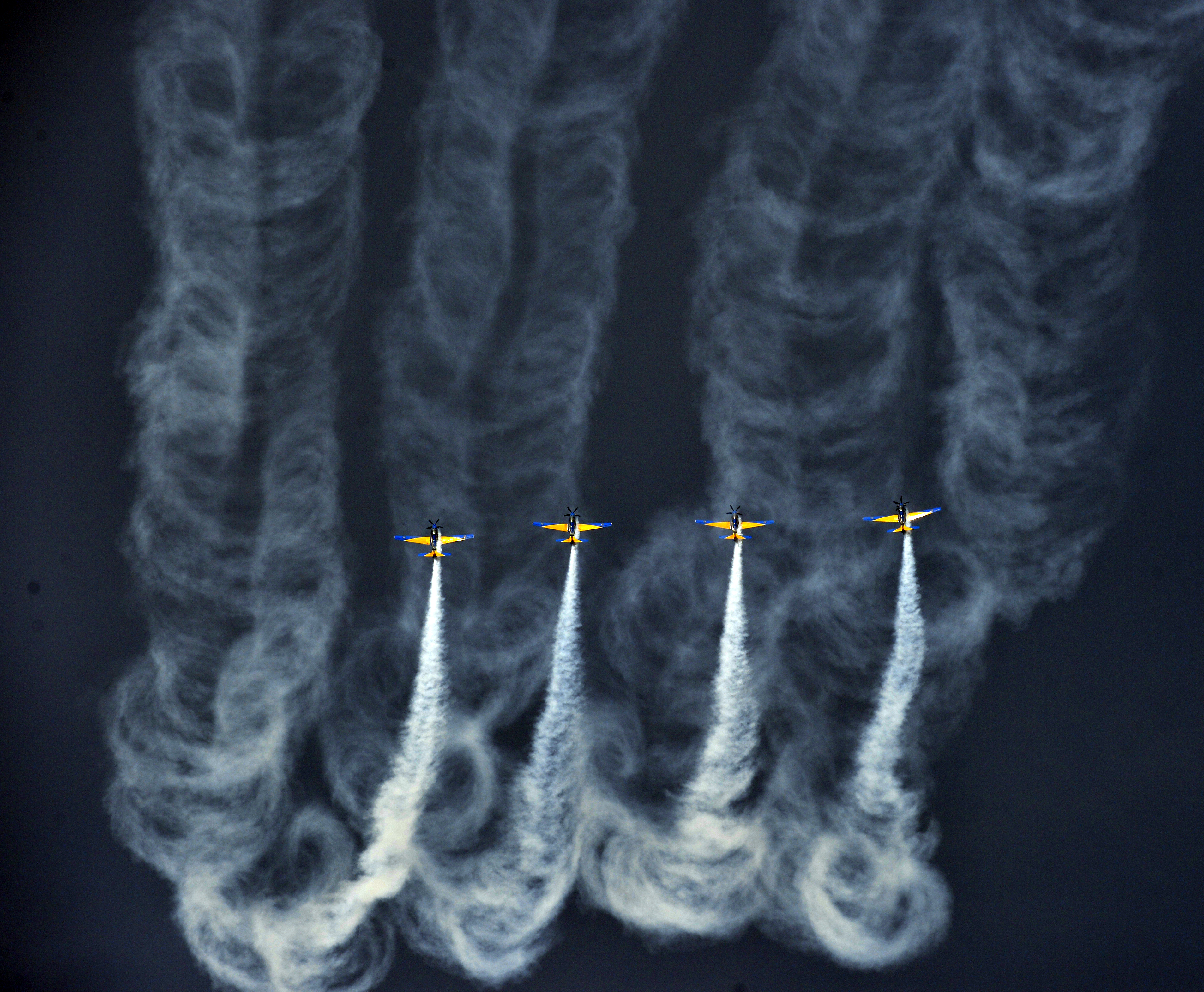
Embraer EMB-314 Super Tucano do Esquadrão de Demonstração Aérea durante apresentação em Brasília.

Esta é uma lista das aeronaves em operação pelas Forças Armadas do Brasil, que engloba a Força Aérea, Exército e Marinha. Atualmente, as Forças Armadas do Brasil possuem a maior frota de aeronaves militares da América Latina, com aproximadamente 715 aeronaves em operação, incluindo aviões de caça, ataque ao solo, transporte, reabastecimento aéreo, treinamento, utilitários, de vigilância e helicópteros.
As principais aeronaves de operação estão concentradas na Força Aérea, que utiliza principalmente o Northrop F-5E/F Tiger II, o AMX, o UH-1 Iroquois e o Embraer EMB 314 Super Tucano. Além das aeronaves em operação, a FAB, como parte do projeto de modernização da frota (Projeto FX-2), encomendou novas aeronaves, incluindo o novo caça sueco Saab Gripen NG, um dos mais modernos e eficientes do mundo, o brasileiro Embraer KC-390 e o helicóptero Eurocopter EC 725, desenvolvido em parceria com a França e o Brasil. A Aviação do Exército Brasileiro atualmente opera apenas helicópteros e drones, como o Eurocopter EC 725, produzido no Brasil em conjunto com a França.
A Aviação Naval Brasileira opera helicópteros e o avião de ataque McDonnell Douglas A-4 Skyhawk.

## Força Aérea
A Força Aérea detêm o maior número de aeronaves militares brasileiras, incluindo aviões de caça, treinamento, transporte e helicópteros.

## Exército
A Aviação do Exército Brasileiro em seu formato atual, criado em 1986, opera aeronaves de asa rotativa (helicópteros), sem permissão para aeronaves de asa fixa. O Exército divide seus helicópteros em duas categorias, os de manobra, com desigações "HM", e reconhecimento e ataque, com designações "HA". Planos de aquisição do avião de transporte Short C-23 Sherpa, que traria de volta a aviação de asa fixa à corporação, culminaram num decreto presidencial de junho de 2020, autorizando a operação desse tipo de aeronave. O decreto foi logo revogado após pesadas críticas de oficiais da Força Aérea Brasileira. O Exército também opera VANTs, denominados Sistemas de Aeronaves Remotamente Pilotadas (SARPs) na sua nomenclatura.

## Marinha
A Aviação Naval Brasileira utiliza majoritariamente helicópteros em suas operações, mas também possui aviões de ataque.